# Cérans-Foulletourte
Cérans-Foulletourte là một xã thuộc tỉnh Sarthe trong vùng Pays-de-la-Loire tây bắc nước Pháp. Xã này có diện tích 32,52 km2, dân số năm 2006 là 2998 người.